# Кобиля-Глова (Нижньосілезьке воєводство)
Кобиля-Глова (пол. Kobyla Głowa, нім. Kobelau) — село в Польщі, у гміні Цепловоди Зомбковицького повіту Нижньосілезького воєводства.
Населення — 118 осіб (2011).
У 1975-1998 роках село належало до Валбжиського воєводства.

## Демографія
Демографічна структура станом на 31 березня 2011 року:
|          | Загалом | Допрацездатний вік | Працездатний вік | Постпрацездатний вік |
| -------- | ------- | ------------------ | ---------------- | -------------------- |
| Чоловіки | 59      | 17                 | 36               | 6                    |
| Жінки    | 59      | 12                 | 37               | 10                   |
| Разом    | 118     | 29                 | 73               | 16                   |